# Nexus (film)
|  | Denne artikel er oprettet af botten Steenthbot ud fra en ekstern database. Den kan derfor have sproglige fejl eller mangler. Denne skabelon kan fjernes efter kontrol af indholdet. |

 For alternative betydninger, se Nexus. (Se også artikler, som begynder med Nexus)
Nexus er en dansk kortfilm fra 2012 instrueret af Anders Helde.

## Medvirkende
- Stig Hoffmeyer, Ham
- Ulla Henningsen, Hende
- Claus Flygare, Den fremmede
- Claus Bue, Otto
- Pia Brinch Jensen, Fløjtespilleren
- Vickie Bak Laursen, Receptionisten